# Chruściki
Chruściki (Trichoptera) – rząd owadów wodnych o przeobrażeniu zupełnym. Są stosunkowo niewielkich rozmiarów, od 2 mm do 4–5 cm. Największe znane chruściki zamieszkują Himalaje (rodzaje: Eubasilissa, Himalopsyche, u owadów dorosłych rozpiętość skrzydeł dochodzi do 8 cm). Cechą charakterystyczną postaci dorosłych są włoski na skrzydłach, natomiast larwy mają wyraźnie odnóża analne zakończone pazurkiem.
Wcześniej ich nazwę zapisywano jako „chróściki” (taki zapis spotkać można w publikacjach do połowy XX w.), regionalnie nazywane są także kłódkami (od kłoda, mała kłódka), klajdukami (czasami klejdukami), obszywkami. Nazwę łacińską – Trichoptera, czyli włoskoskrzydłe – zawdzięczają obecnym na skrzydłach postaci dorosłych (imagines) licznym włoskom, czym odróżniają się od blisko z nimi spokrewnionych motyli (Lepidoptera, czyli łuskoskrzydłe).
W Polsce występuje blisko 290 gatunków (zobacz chruściki Polski), w Europie ponad 900, zaś na całym świecie opisano ponad 14 tysięcy gatunków obecnie żyjących oraz 685 gatunków kopalnych. Jednakże przypuszcza się, że współcześnie na Ziemi może występować nawet do 50 tysięcy gatunków. Crunoecia irrorata jest gatunkiem prawnie chronionym w Polsce (od 2004). Inny gatunek Allogamus starmachi jest tatrzańskim endemitem.
Badaniami tej grupy owadów zajmuje się trichopterologia. Obecnie wydawane są trzy pisma poświęcone chruścikom: międzynarodowa Braueria (rocznik wydawany od ponad 30 lat w Austrii), polski newsletter Trichopteron i amerykański newsletter Nectopsyche. Wyniki badań publikowane są także w ogólnych czasopismach zoologicznych, entomologicznych i hydrobiologiczych.

## Budowa ogólna

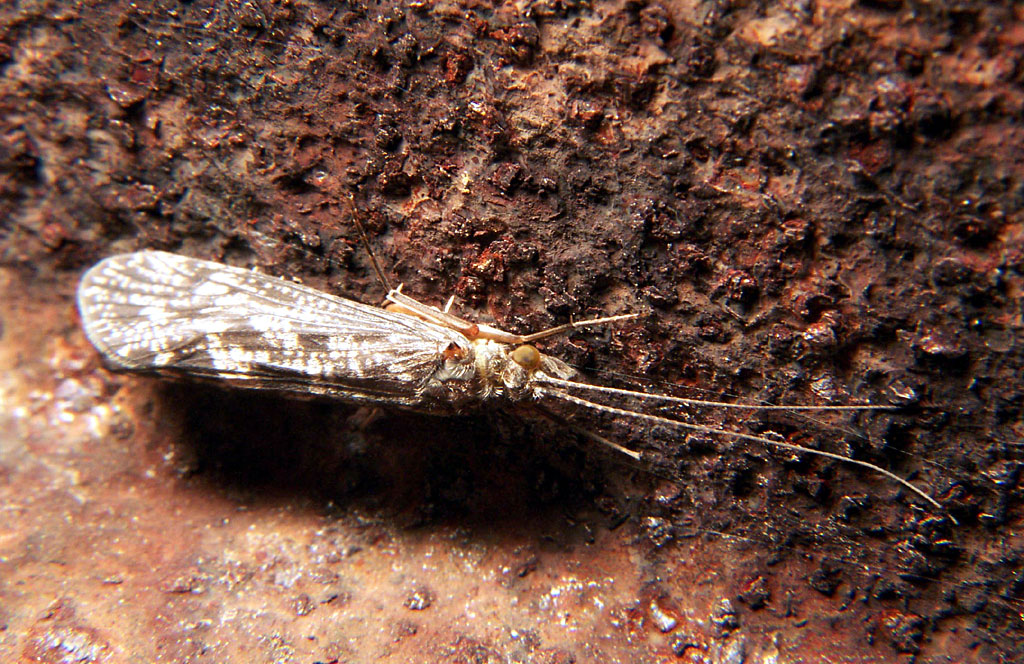
Postać dorosła

Postacie dorosłe (imago) to aktywnie latające owady przypominające pokrojem motyle nocne, prowadzą typowo lądowy tryb życia. Tylko nieliczne gatunki z Afryki prowadzą nawodny tryb życia – podobnie jak nartnikowate (pluskwiaki wodne).
Wielkość ciała poszczególnych gatunków waha się w granicach 2–30 mm. Zazwyczaj są ubarwione w odcieniach szarości, brązu, czerni. Tylko nieliczne gatunki subtropikalne są kolorowo i jaskrawo ubarwione. Skrzydła – składane wzdłuż ciała – pokryte są włoskami oraz czasem łuseczkami. Czułki są długie i skierowane do przodu. Na głowie występują oczy złożone oraz przyoczka. Aparat gębowy jest nieco uwsteczniony – o zredukowanych żuwaczkach, przystosowany do zlizywania soków roślinnych.

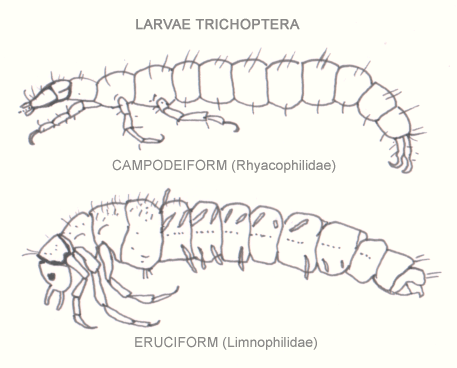
Schemat budowy larwy

Larwy osiągają wielkość 2–40 mm, domki mogą być nieco większe (do 6 cm). Głowa jest dobrze wykształcona i sklerotyzowana z dobrze rozwiniętym aparatem gębowym. Na głowie obecne są zredukowane czułki. Odnóża są dobrze wykształcone. Poza trzema parami odnóży tułowiowych obecna jest także para odnóży analnych.

## Cykl życiowy
Chruściki przechodzą rozwój z przeobrażeniem zupełnym. W cyklu życiowym występuje jajo, kilka stadiów larwalnych, poczwarka i owad doskonały – imago.
Jaja składane są w galaretowatej osłonce, pojedynczo lub w pakietach. Samice mogą składać jaja bezpośrednio do wody, na podwodnych kamieniach lub roślinach. Niektóre gatunki w tym celu schodzą pod wodę. Jaja mogą być składane na nadbrzeżnych roślinach, gałęziach czy kamieniach. W tym przypadku jaja lub rozwijające się larwy trafiają do wody wraz z deszczem lub spadają do zbiornika wodnego. Rozwój jaja trwa ok. 2–4 tygodnie, w zależności od temperatury.
Z jaj wylęgają się larwy pierwszego stadium (larvula), które czasowo mogą przebywać w galaretowatej osłonce pakietu jajowego (także poza środowiskiem wodnym). Z nielicznymi wyjątkami larwy prowadzą wodny tryb życia. Larwy w okresie wzrostu linieją kilka razy. Może występować 4–7 stadiów larwalnych. Okres rozwoju larwalnego może trwać od kilku miesięcy do 3 lat (u gatunków zasiedlających zimne źródła i strumienie górskie). Ostatnie stadium larwalne intensywnie się odżywia i przygotowuje się do przepoczwarczenia.
Larwy chruścików budują różnorodne konstrukcje: norki, sieci łowne, domki, przenośne domki.
Przepoczwarczenie odbywa się w domku zbudowanym przez ostatnie stadium larwalne. Z nielicznymi wyjątkami przepoczwarczenie (stadium poczwarki) odbywa się w środowisku wodnym. Za pomocą specjalnych, dużych żuwaczek poczwarka przegryza kokon i wydostaje się na zewnątrz. Potrafi dobrze pływać, wydostaje się na zewnątrz zbiorników wodnych: na rośliny, przybrzeżne drzewa, kamienie. Tu następuje ostatnia linka i wydostaje się imago.
Postacie dorosłe żyją w środowisku lądowym. Niektóre gatunki trzymają się blisko zbiorników wodnych, inne czasowo znacznie się oddalają. Imago żyje od kilku dni do kilku miesięcy (w zależności od gatunku).

## Typy domków i konstrukcji
Chruściki zwracają uwagę ciekawym zachowaniem – larwy budują norki i przenośne domki. Używają do tego części roślin wodnych, nasion, ziarenek piasku i kamyków lub muszli mięczaków, spajanych przędzą jedwabną. Często w strukturę domków wbudowywane są nawet żywe ślimaki. Sposób, w jaki tworzone są domki, oraz materiał do tego użyty często jest charakterystyczny dla określonego rodzaju, a nawet gatunku chruścików.
Ze względu na behawior budowlany larw, można wyróżnić pięć grup chruścików:
- larwy, które nie budują żadnych konstrukcji, dopiero ostatnie stadium buduje domek poczwarkowy (należą tu aktywni drapieżcy z rodziny Rhyacophilidae)
- larwy, które początkowo obywają się bez żadnych konstrukcji i prowadzą wolny tryb życia, a dopiero budują przenośny domek w ostatnim lub przedostatnim stadium larwalnym (Hydroptilidae)
- larwy, które budują przytwierdzone do podłoża dwusymetryczne schronienia (domki), przypominające skorupę żółwia (Glossosomatidae)
- larwy, które budują norki połączone z sieciami łownymi (np. Hydropsychidae, Philopotamidae, Polycentropodidae)
- najbardziej znane larwy, które budują przenośne domki, najczęściej cylindryczne w przekroju (np. Limnephilidae, Leptoceridae, Goeridae, Phryganeidae).

## Odżywianie
Postacie dorosłe (imagines) odżywiają się sokami roślinnymi, niektóre gatunki w tej fazie nie pobierają pokarmu w ogóle. Mało jest informacji i dokumentacji (także fotograficznych) odnoszących się do odżywiania imagines. W dużym stopniu wnioskujemy po budowie aparatu gębowego.

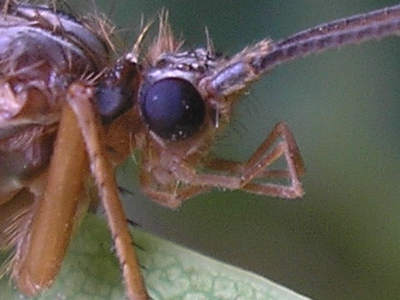
Głowa chruścika, imago

Larwy chruścików są pod względem odżywiania bardzo zróżnicowane – są gatunki drapieżne, roślinożerne (fitofagi), detrytusożerne (detrytusofagi) oraz wszystkożerne. Niektóre są wyspecjalizowane w odżywianiu się gąbkami czy glonami. Pod względem funkcjonalnym wyróżnić możemy aktywnych drapieżców („napadacze”), filtratorów, zdrapywaczy („zeskrobywacze”), zbieraczy, rozdrabniaczy, wysysaczy.

## Rozmieszczenie ekologiczne
Larwy prowadzą wodny tryb życia (z nielicznymi wyjątkami), postacie dorosłe przypominające motyle nocne prowadzą „lądowy” tryb życia.
Chruściki występują we wszystkich typach wód śródlądowych. Ze względu na środowisko życia możemy wyróżnić krenobionty, rhitrobionty, potamobionty, limnebionty, tyrfobionty. Poszczególne gatunki związane są konkretnymi strefami wód płynących oraz stojących, jak też z konkretnymi siedliskami i typem krajobrazu.
Jeden z gatunków – Enoicyla pusilla w stadium larwalnym żyje w ściółce leśnej. Obecnie nie ma obserwacji tego gatunku w Polsce. Być może dlatego, że trichopterolodzy badają zbiorniki wodne. Larwy niektórych gatunków żyjących w źródliskach, w starszych stadiach larwalnych wychodzą z wody i żyją na lądzie (np. Parachiona picicornis).

## Filogeneza
Najstarsze skamieniałości chruścików pochodzą z permu (zachowały się odciski skrzydeł postaci dorosłych, są więc wątpliwości czy z całą pewnością uznać je za chruściki, a nie ich przodków). Znacznie więcej skamieniałości pochodzi z trzeciorzędu: skamieniałości imagines oraz larw. Liczne są inkluzje bursztynowe, m.in. z tak zwanego bałtyckiego bursztynu (chruściki to około 20% stawonogów znajdowanych w bursztynie).
Chruściki są blisko spokrewnione z motylami i są łączone we wspólną grupę Amphiesmenoptera. Chruściki, motyle, muchówki i wojsiłki tworzą monofiletyczną, wywodząca się od wspólnego przodka i spokrewnioną grupę Mecopteroidea. U chruścików zachowało się wiele cech pierwotnych (m.in. odnóża analne, skrzelotchawki wskazujące na obecność odnóży odwłokowych, behawior budowy domków, sieci i norek), wskazujących na wodno-ziemne pochodzenie wszystkich owadów. Związek ze środowiskiem wodnym można uznać za pierwotny.
Przypuszcza się, że przodkowie chruścików zamieszkiwali wody bieżące, w szczególności górskie potoki w strefie tropikalnej. Wody stojące, w tym jeziora, zostały skolonizowane przez chruściki dopiero w kredzie, gdy w tych ekosystemach zmniejszyła się liczebność widelnic i jętek. Wtedy też chruściki przeszły na roślinożerność, a przenośne domki chroniły przed drapieżnikami.
Współczesna fauna chruścików Polski ma w większości charakter napływowy z dużym udziałem gatunków o rozmieszczeniu północnym.

## Chruściki jako bioindykatory
Larwy chruścików są dobrymi bioindykatorami wykorzystywanymi w biomonitoringu wód. Są licznym elementem makrozoobentosu rzek. W polskim indeksie biotycznym wykorzystywane są w randze rodziny.

## Polskie nazwy chruścików
Polskie nazwy gatunkowe oraz rodzin najczęściej tworzone były dopiero w XIX wieku przez zoologów opisujących grupę. Pierwsza historyczna nazwa chruścików to „wodosówki”, od „wodne sówki” – z powodu podobieństwa do motyli nocnych z rodziny sówkowatych. Potem utrwaliła się nazwa „chróściki” od „chrost” (chrust), po II wojnie światowej i reformie ortograficznej przyjęły obecną nazwę „chruściki”. Polskie nazwy gatunkowe najczęściej tworzone są poprzez tłumaczenie nazw łacińskich. Czasem przenoszone są lokalne nazwy chruścików i przypisywane konkretnym gatunkom. Wiele gatunków nie ma jeszcze polskich nazw.
W piśmiennictwie naukowym polskie nazwy nie są używane. Czasami tworzone są dla doraźnych potrzeb, tak jak w przypadku Crunoecia irrorata, gdy w związku z umieszczeniem na liście gatunków chronionych trzeba było „wymyślić” także i polską nazwę.

## Systematyka
- Protomeropina – wymarłe
  - Cladochoristidae – wymarłe
  - Microptysmatidae – wymarłe
  - Prosepididontidae – wymarłe
  - Protomeropidae – wymarłe
  - Uraloptysmatidae – wymarłe
- podrząd Annulipalpia
  -     - Necrotaulidae – wymarłe
    - Electralbertidae – wymarłe
    - Philopotamidae
    - Psychomyiidae
    - Xiphocentronidae – nie występują w Polsce
    - Ecnomidae
    - Polycentropodidae
    - Hydropsychidae
    - Arctopsychidae – nie występują w Polsce
    - Dipseudopsidae – nie występują w Polsce
    - Stenopsychidae – nie występują w Polsce
- podrząd Spicipalpia
  - nadrodzina Rhyacophiloidea
    - Rhyacophilidae
    - Hydrobiosidae – nie występują w Polsce
    - Glossosomatidae
    - Hydroptilidae
- podrząd Integripalpia –
  - Vitimotaulidae – wymarłe
  - Taymyrelectronidae – wymarłe
  - Kalophryganeidae – wymarłe
  - Dysoneuridae – wymarłe
  - Baissoferidae – wymarłe
  - nadrodzina Limnephiloidea
    - Phryganopsychidae – nie występują w Polsce
    - Phryganeidae
    - Plectrotarsidae – nie występują w Polsce
    - Brachycentridae
    - Oeconescidae – nie występują w Polsce
    - Pisuliidae – nie występują w Polsce
    - Lepidostomatidae
    - Rossianidae – nie występują w Polsce
    - Limnephilidae
    - Apataniidae
    - Uenoidae – nie występują w Polsce
    - Goeridae

  - nadrodzina Leptoceroidea
    - Odontoceridae
    - Atriplectididae – nie występują w Polsce
    - Philorhethridae – nie występują w Polsce
    - Limnocentropodidae – nie występują w Polsce
    - Calamoceratidae – nie występują w Polsce
    - Molannidae
    - Leptoceridae
    - Tasmiidae – nie występują w Polsce

  - nadrodzina Sericostomatoidea
    - Kokiriidae – nie występują w Polsce
    - Anomalopsychidae – nie występują w Polsce
    - Calocidae – nie występują w Polsce
    - Chathamiidae – nie występują w Polsce
    - Conoesucidae – nie występują w Polsce
    - Helicophidae – nie występują w Polsce
    - Hydrosalpingidae – nie występują w Polsce
    - Sericostomatidae
    - Helicopsychidae – nie występują w Polsce
    - Petrothrincidae – nie występują w Polsce
    - Barbarochthonidae – nie występują w Polsce
    - Beraeidae
    - Antipodoeciidae – nie występują w Polsce